# Trewinka
Grusza ‘Trewinka’ – odmiana uprawna (kultywar) gruszy należąca do grupy grusz zachodnich letnia odmiana francuska znaleziona w 1848 roku, przez Treyve jako przypadkowa siewka.

## Morfologia
PokrójDrzewo rośnie początkowo średnio silnie, później słabo. Korona szerokostożkowa, z tendencją do zagęszczania się. W starszym wieku gałęzie charakterystycznie zwisają. Tworzy dużą liczbę krótkopędów.
OwoceŚredniej wielkości, kształtu dzwonkowatego. Skórka żółtozielona ze słabym marmurkowo-paskowanym rumieńcem, pokrywającym około 30% owocu. Szypułka krótka i gruba. Miąższ biały, drobnoziarnistej konsystencji, masłowy, soczysty, winno-słodki o słabym aromacie, prawie pozbawiony komórek kamiennych.

## Zastosowanie
Odmiana deserowa i przerobowa. Polecana uprawy amatorskiej.

## Uprawa
Średnio wcześnie wchodzi w okres owocowania (4-5 rok po posadzeniu), plonując obficie i dość regularnie. Kwitnie wcześnie.

### Podkładka i stanowisko
Lepszą podkładką są siewki gruszy kaukaskiej, Przy szczepieniu na pigwie powinno stosować się pośrednią. Wymaga stanowisk ciepłych i zacisznych.

### Zdrowotność
Drzewo na mróz średnio odporne, pąki kwiatowe są wrażliwe na przymrozki. Na parcha odporna.

### Zbiór i przechowywanie
Zbiór przypada na koniec pierwszej dekady sierpnia. Owoce łatwo przejrzewają, a ich konsystencja zmienia się na mączystą. Owoce przed zbiorem nie opadają. Do spożycia nadają się w kilka dni po zbiorze. Można ją przetrzymać w przechowalni przez około 3 tygodnie, w chłodni przechowują się do 3 miesięcy.